# Hagabron, Örebro

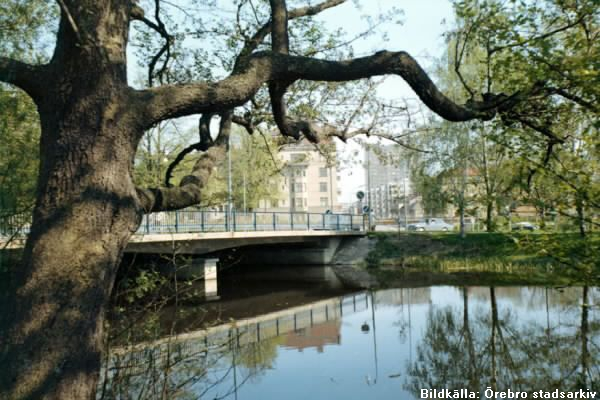
Hagabron år 1965.

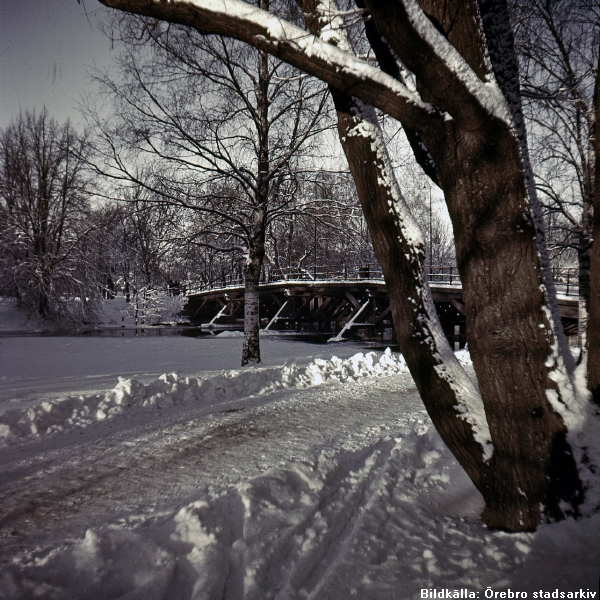
Den gamla Hagabron år 1950.

Hagabron i Örebro leder över Svartån. Den förbinder Rudbecksgatan i sydöst med Hertig Karls Allé i norr.
En ursprunglig träbro låg något öster om den nuvarande bron, och byggdes år 1900. På grund av träkonstruktionen var den mycket underhållskrävande.
Nuvarande Hagabron i stål och betong invigdes den 17 december 1953.